# Cratere Chadwick
Chadwick  è il nome di un cratere lunare da impatto intitolato al fisico britannico James Chadwick, che si trova sull'emisfero lunare opposto alla Terra (faccia nascosta), subito oltre il margine sudorientale. Chadwick si trova a nordovest del cratere De Roy ed era anticamente designato come De Roy X, prima di ricevere il nome attuale da parte della Unione Astronomica Internazionale. Questa zona si trova al margine meridionale della regione di detriti che circonda il Mare Orientale.
Questa formazione è approssimativamente circolare, con un margine affilato. Le pendici interne sono più spesse verso sud-sud-est, dando al cratere un aspetto ingrossato verso De Roy. Il margine non è molto eroso e non presenta impatti degni di nota. Il pianoro interno è abbastanza irregolare.